# Порог чувствительности
Порог чувствительности (cmin) в физике — или предел обнаружения, это минимальная концентрация атомов i-го элемента, которую с заданной доверительной вероятностью можно обнаружить (но не измерить) спектрометром в данном образце.
Используя понятие коэффициента чувствительности Hi, экспериментальный предел обнаружения ci min [атּсм−3] можно вычислить по формуле:
ci min = Imin ּ C0 ּ X / ( I0 ּ Hi ),
где X — изотопный коэффициент, учитывающий долю атомов данного изотопа в составе i — элемента; Imin — минимально обнаруженный сигнал, соответствующий масс-пику данного изотопа i — го элемента, Hi — чувствительность (коэффициент чувствительности), I0 — первичный ионный ток, где
Со = N0 ּ ρi / mi,
абсолютная концентрация атомов i-го элемента в 1 см³, соответствующая 100-процентной атомной концентрации ( = 6,02-10 атּмоль−1 — число Авогадро; ρi — плотность, гּсм−3, mi — атомная масса, а.е.м.).